# Roy Orbison Sings Don Gibson
Roy Orbison Sings Don Gibson è un album in studio del cantautore e chitarrista statunitense Roy Orbison, pubblicato nel 1967. Si tratta di un album tributo a Don Gibson.

## Tracce
Tutte le tracce sono di Don Gibson.
Side 1
1. (I'd Be) A Legend in Time – 2:18
2. (Yes) I'm Hurting – 2:15
3. The Same Street – 2:18
4. Far, Far Away – 2:10
5. Big Hearted Me – 1:52
6. Sweet Dreams – 3:06

Side 2
1. Oh, Such a Stranger – 3:20
2. Blue Blue Day – 2:10
3. What About Me? – 2:08
4. Give Myself a Party – 2:30
5. Too Soon to Know – 2:48
6. Lonesome Number One – 2:24